# Mark Andrews (rugbista)
Mark Gregory Andrews (Elliot, 21 febbraio 1972) è un ex pallanuotista e rugbista a 15 sudafricano, seconda-terza linea di Sharks e Newcastle, e campione del mondo nel 1995 con gli Springbok.

## Biografia
Ammesso all'Università di Stellenbosch, lasciò una prima volta il Sudafrica a 19 anni per recarsi a giocare in Francia all'Aurillac, esperienza nella quale Andrews riportò i primi infortuni: in una stagione si procurò fratture alla mano, due volte al naso, alle costole e alle caviglie.
Tornato in patria fu impegnato per cinque stagioni nella Currie Cup di pallanuoto prima di tornare al rugby; a farlo propendere per quest'ultima disciplina fu il fatto che nel 1995 era passata al professionismo, mentre la pallanuoto sudafricana era ancora dilettantistica.
Entrò quindi nella compagine provinciale dei Natal Sharks, con i quali vinse la Currie Cup del 1995; all'epoca aveva già esordito negli Springbok, in un test match disputatosi nel giugno 1994 a Città del Capo contro l'Inghilterra capitanata da Rob Andrew, suo futuro mèntore a Newcastle.
Prese quindi parte alla Coppa del Mondo di rugby 1995, disputata in casa e che gli Springbok vinsero battendo in finale la Nuova Zelanda e nel 1996 entrò nella franchise professionistica degli Sharks in Super Rugby.
Con gli Sharks giunse tre volte consecutive in semifinale di Super 12 dal 1996 al 1998 e successivamente fu convocato per la selezione sudafricana alla Coppa del Mondo di rugby 1999, con la quale conseguì il terzo posto finale.
Nel 2000 divenne capitano degli Sharks, e nel 2001 giunse fino alla finale di Super 12, sconfitto dai Brumbies; il 2001 fu anche la fine della sua carriera internazionale, caratterizzata da 77 test match e un primo e un terzo posto alla Coppa del Mondo.
Nel novembre 2002 giunse il trasferimento in Inghilterra al Newcastle, squadra nella quale rimase due stagioni di Premiership caratterizzate da infortuni; fu proprio a causa dell'ennesimo problema al ginocchio che nella primavera del 2004 decise il ritiro dall'attività agonistica.
Andrews vanta inoltre tre inviti nei Barbarians, il primo nel 2001, gli altri due nel 2004, le sue ultime partite in assoluto.

## Palmarès
- Coppe del mondo: 1
Sudafrica: 1995
- Currie Cup: 2
Natal Sharks: 1995, 1996